# A Fix
A Fix è un corto drammatico diretto da Darren J. Butler.

## Trama
Il cortometraggio racconta della storia di un'adolescente molto timida di nome Pyper Blevins che viene bullizzata da Natalie Coleman da quando aveva 5 anni. Non appena raggiunto l'ultimo anno del liceo la ragazza, insieme ai suoi amici Catie e Lemzel, vedrà di uscire fuori dai suoi guai.